# Liste der Biografien/Brov
Liste der Biografien |
Portal Biografien |
Personensuche
# |
A |
B |
C |
D |
E |
F |
G |
H |
I |
J |
K |
L |
M |
N |
O |
P |
Q |
R |
S |
T |
U |
V |
W |
X |
Y |
Z |
?
 
Ba |
Be |
Bd |
Bg |
Bh |
Bi |
Bj |
Bl |
Bm |
Bn |
Bo |
Br |
Bs |
Bu |
Bw |
By |
Bz
 
Bra |
Brc |
Brd |
Bre |
Brg |
Bri |
Brj |
Brk |
Brl |
Brn |
Bro |
Brp–Brt |
Bru |
Brv |
Bry |
Brz
 
Broa |
Brob |
Broc |
Brod |
Broe |
Brof |
Brog |
Broh |
Broi |
Broj |
Brok |
Brol |
Brom |
Bron |
Broo |
Brop |
Broq |
Bror |
Bros |
Brot |
Brou |
Brov |
Brow |
Brox |
Broy |
Broz
Die Liste der Biografien führt alle Personen auf, die in der deutschsprachigen Wikipedia einen Artikel haben. Dieses ist eine Teilliste mit 8 Einträgen von Personen, deren Namen mit den Buchstaben „Brov“ beginnt.

## Brov

### Brova
- Brovarone, Aldo (1926–2020), italienischer Automobildesigner

### Brove
- Broven, John (* 1942), britischer Musikhistoriker, Autor und Produzent
- Brovetto, Jorge (1933–2019), uruguayischer Politiker

### Brovi
- Brovina, Flora (* 1949), kosovarische Politikerin, Feministin, Lyrikerin, Kinderärztin

### Brovo
- Brovold, Tore (* 1970), norwegischer Sportschütze
- Brovot, Gisbert (1928–2016), deutscher Karnevalist
- Brovot, Thomas (* 1958), deutscher Übersetzer und Verleger

### Brovs
- Brovsky, Jeb (* 1988), US-amerikanischer Fußballspieler